# ناقصة شيباء
ناقصة شيباء (الاسم العلمي:Amorpha canescens) هي نوع نباتي يتبع جنس الناقصة من فصيلة البقولية.